# Šukri Ljutviev
Šukri Ljutviev Achmedov nebo turecky Şükrü Lütfioğlu Ahmetov (* 22. listopadu 1951 Razgrad) je bývalý bulharský zápasník – volnostylař turecké národnosti.

## Sportovní kariéra
Narodil se do rodiny známého bulharského národního zápasníka Ljutvi Achmedova. Zápasení se po vzoru otce věnoval od útlého dětství. Připravoval se převážně doma v Razgradu v klubu Ludogorec pod vedením Agela Kovačeva a Ali Salieva. V bulharské volnostylařské reprezentaci se prosazoval od roku 1973. Jeho největším rivalem v reprezentaci byl Ismail Abilov, kvůli kterému startoval většinu své sportovní kariéry ve váze do 90 kg.
V roce 1976 startoval na olympijských hrách v Montréalu ve váze do 90 kg. Ve druhém kole prohrál těsně na body 13-14 s Američanem Benem Petersonem a ve třetím kole byl v zápase s Rumunem Stelianem Morcovem diskvalifikován potom co neudržel nervy na uzdě. V roce 1980 prohrál nominaci na olympijské hry v Moskvě s Ivanem Ginovem a vzápětí ukončil sportovní kariéru. Věnuje se trenérské práci v rodném Razgradu.

## Výsledky

### Volný styl
| Turnaj             | 1970 | 1971 | 1972 | 1973 | 1974 | 1975 | 1976 | 1977 | 1978 |
| Turnaj             | 19   | 20   | 21   | 22   | 23   | 24   | 25   | 26   | 27   |
| Turnaj             | -82  | -82  | -82  | -82  | -82  | -90  | -90  | -90  | -82  |
| ------------------ | ---- | ---- | ---- | ---- | ---- | ---- | ---- | ---- | ---- |
| Olympijské hry     |      |      | —    |      |      |      | úč.  |      |      |
| Mistrovství světa  | —    | —    |      | —    | 5.   | 3.   |      | 3.   | 5.   |
| Mistrovství Evropy | —    | —    | —    | 5.   | —    | —    | 5.   | 2.   | 1.   |
| ME nadějí          | 1.   |      |      |      |      |      |      |      |      |